# AI 던전
AI 던전(AI Dungeon)은 인공지능(AI)을 사용하여 콘텐츠를 생성하고 플레이어가 모험과 맞춤형 프롬프트를 만들고 공유할 수 있는 싱글 플레이어/멀티 플레이어 텍스트 어드벤처 게임이다. 이 게임의 첫 번째 버전은 2019년 5월에 출시되었으며, 두 번째 버전(처음에는 AI Dungeon 2라고 불림)이 2019년 12월 Google Colaboratory에 출시되었다. 이후 같은 달에 현재의 크로스 플랫폼 웹 애플리케이션으로 포팅되었다. 이후 2020년 7월 AI 모델이 개편됐다.

## 게임 플레이
AI 던전은 인공지능을 사용하여 플레이어가 제출한 자극에 반응하여 무작위 스토리라인을 생성하는 텍스트 어드벤처 게임이다.
게임에서 플레이어는 모험에 대한 설정(예: 판타지, 미스터리, 묵시록, 사이버펑크, 좀비)을 선택하라는 메시지를 받은 다음 설정과 관련된 다른 옵션(예: 판타지 설정의 캐릭터 클래스)을 선택하라는 메시지를 받는다.

## 반응
2019년 5월 출시 첫 달 동안 약 2천 명이 게임의 오리지널 버전을 플레이했다. 2019년 12월 재출시 후 일주일 만에 이 게임은 플레이어 수 100,000명 이상, 플레이 횟수 500,000회 이상을 달성했으며, 2020년 6월에는 플레이어 수 150만 명에 도달했다.
2019년 12월, 게임에 해당하는 Patreon 캠페인을 통해 매월 약 15,000달러가 모금되었다.